# Valerie Perrine
Valerie Ritchie Perrine (ur. 3 września 1943 w Galveston, w stanie Teksas) – amerykańska aktorka i modelka, występowała w roli Eve Teschmacher w filmie sci-fi Superman (1978), za rolę w dramacie biograficznym Boba Fosse Lenny (1974) u boku Dustina Hoffmana otrzymała nominację do Złotego Globu i Oscara.
Urodziła się jako córka Kennetha Perrine'a, amerykańskiego podpułkownika, i Winifred McGinley. Ze względu na służbę wojskową Kennetha, rodzina Perrine’ów musiała często zmieniać miejsce zamieszkania.
Karierę rozpoczynała jako tancerka w Las Vegas. W 1971 roku pojawiła się w filmie Diamenty są wieczne, jednak jej nazwisko zostało pominięte nawet w napisach końcowych. W 1972 roku wystąpiła w Rzeźnii nr 5; w tym samym roku miała sesję zdjęciową dla magazynu Playboy.
W 1991 wystąpiła w filmie „Płonący brzeg” w roli Isabelle.